# SN 2003hl
SN 2003hl – supernowa typu II odkryta 20 sierpnia 2003 roku w galaktyce NGC 772. W momencie odkrycia miała maksymalną jasność 16,50m.